# Quitandinha
Quitandinha este un oraș în Paraná (PR), Brazilia.